# 劳拉·汤普森
劳拉·汤普森（英語：Laura Thompson，1987年6月4日—），新西兰女子自行车运动员。她曾代表新西兰参加2012年和2016年夏季残疾人奥林匹克运动会自行车比赛，获得一枚金牌、二枚银牌和二枚铜牌。